# Borophaga fuscipalpis
Borophaga fuscipalpis är en tvåvingeart som beskrevs av Schmitz 1952. Borophaga fuscipalpis ingår i släktet Borophaga och familjen puckelflugor. Inga underarter finns listade i Catalogue of Life.